# Chapelle Saint-Laurent-du-Mont d'Argelès-sur-Mer
La chapelle Saint-Laurent-du-Mont d'Argelès-sur-Mer (en catalan : Sant Llorenç del Munt) est un sanctuaire roman situé au sud de la commune d'Argelès-sur-Mer, sur le massif de la Massane, à environ 200 m d'altitude.

## Localisation
L'église Saint-Laurent-du-Mont est située au sud du château de Valmy, sur une petite hauteur surplombant la vallée du rec de l'Abat, dernier affluent de la rivière de la Massane, à près de 300 mètres d'altitude.

## Toponymie
Formes du nom
Le lieu est mentionné en 981 sous la forme Cella Sancti Laurentii, alors qu'il est confirmé par Lothaire comme une possession de l'abbaye de Saint-Génis-des-Fontaines. En 1278 on trouve Sancti Laurencii de Monte in Loco Rauaner.
Le nom traditionnel en catalan est Sant Llorenç del Munt, et non del Mont.
Étymologie
Del Munt signifie simplement que l'église est située sur une petite montagne surplombant Argelès. Le loco Rauaner renvoie à la vallée d'El Ravaner, rivière déjà mentionnée en 981 (rivo Rafanario) mais non située  et désignant sans doute un lieu raviné.

## Historique

### La paroisse de Saint-Pierre
L'église du Mont était à l'origine à la tête d'une paroisse, cependant l'église visible aujourd'hui n'a été bâtie que plusieurs siècles après la première mention de celle-ci (dans un acte du roi Lothaire de 981 confirmant les possessions de l'abbaye de Saint-Génis).
La paroisse de Saint-Pierre avait son centre dans la vallée du Ravaner, au lieu de l'actuel Mas Consul ou Mas Consol. On connaît cette paroisse sous le nom catalan de Sant Pere de la Cellera ou Sant Pere dels Forquets.

### L'église Saint-Laurent
L'actuelle église a été construite au XIIe siècle, et sa consécration, par l'évêque d'Elne Artal III, est datée du 8 mai 1164. Cas rare dans l'architecture romane, l'église ne semble pas présenter plusieurs phases de construction et n'a pas subi de remaniements majeurs. Il s'agit donc d'un exemple parfait d'architecture religieuse roussillonnaise du XIIe siècle.
L'église a perdu son titre paroissial avec la disparition de la paroisse de Saint-Pierre vers le XVIIe siècle, mais elle ne fut jamais totalement désaffectée, servant encore occasionnellement au culte (le 10 août, jour de sa fête patronale). Elle a été restaurée dans les années 1990 par des bénévoles argelesiens.
L'édifice a été classé Monument historique en 1994.

## Architecture

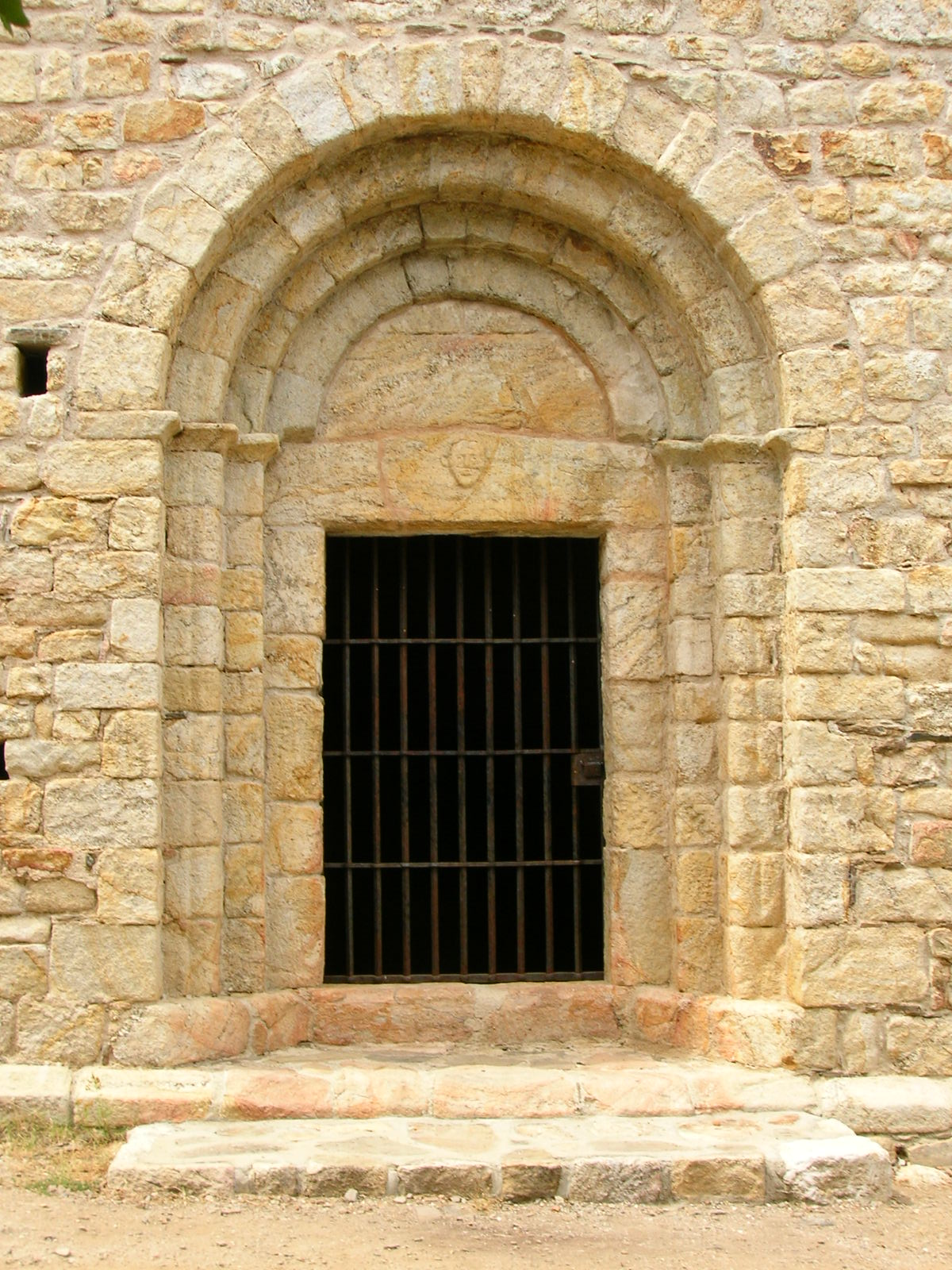
Le portail de la façade sud.

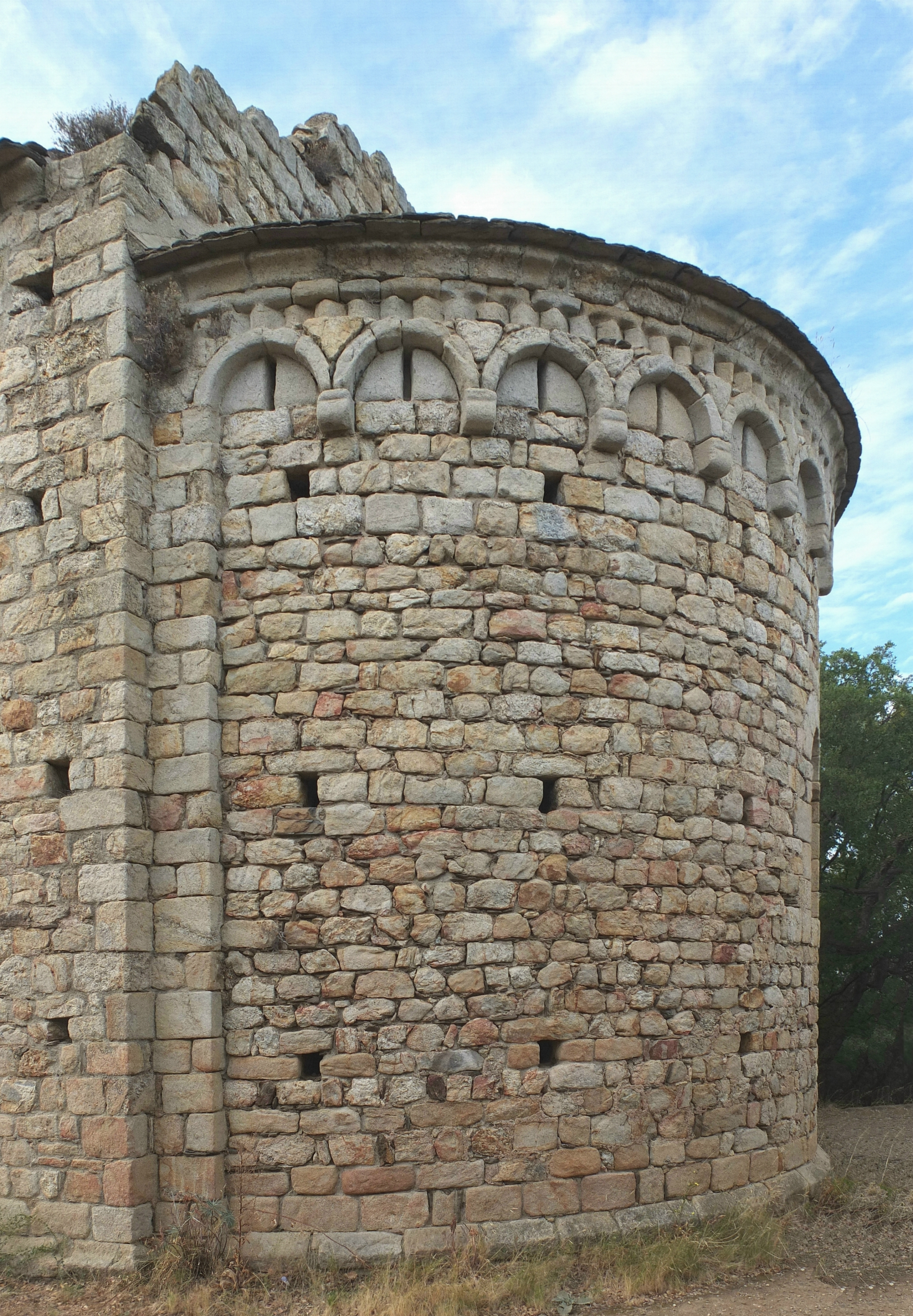
L'abside.

L'église est constituée d'une nef unique et d'une abside semi-circulaire. Elle a une longueur de 21 mètres et la nef a une largeur de 9 mètres. Elle est construite dans un granit sans doute trouvé dans les environs. Les quatre fenêtres sont en plein cintre.